# بیمارستان حضرت ولی‌عصر (صفاشهر)
بیمارستان ولیعصر بیمارستانی است درمانی واقع در شهر صفاشهر، استان فارس وابسته به دانشگاه علوم پزشکی شیراز با ظرفیت ۲۸ تخت فعال که در سال ۱۳۸۳ شمسی تأسیس گردید.
بخش‌های بستری موجود در این بیمارستان عبارتند از: اطفال، جراحی عمومی، اورژانس بستری، داخلی، جراحی زنان و زایمان، CCU، چشم، ENT، ارتوپدی، پست پارتوم، LDR و بارداری پرخطر